# Pseudostegana lineoparma
Pseudostegana lineoparma är en tvåvingeart som först beskrevs av Toyohi Okada 1982.  Pseudostegana lineoparma ingår i släktet Pseudostegana och familjen daggflugor. Inga underarter finns listade i Catalogue of Life.